# پرستاری در مدارس

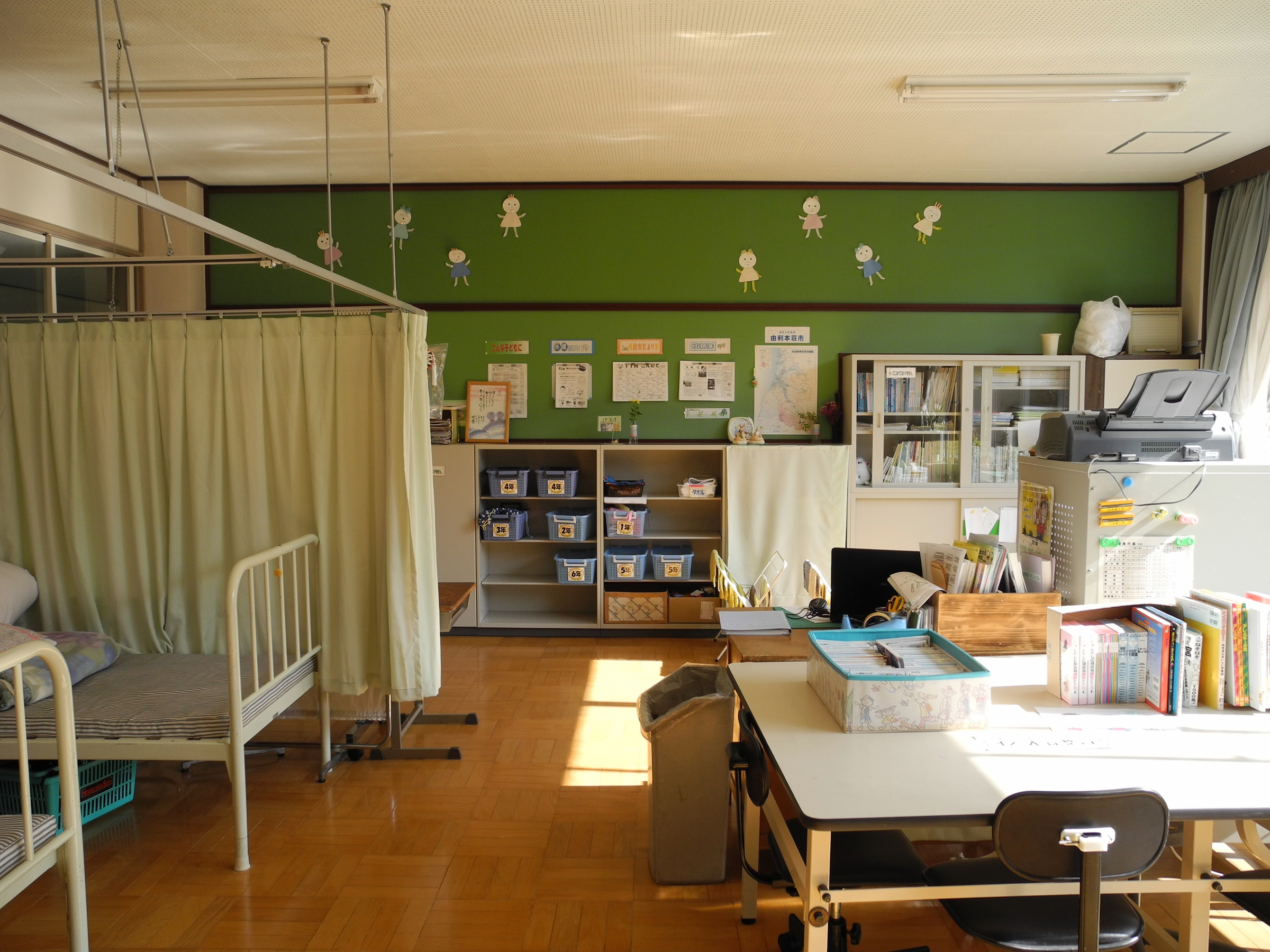
اتاق پرستاری در مدرسه ژاپنی

مدرسه پرستاری (به انگلیسی: School nursing) جایگاهی جهت رشد و پیشرفت دانشجویان در زمینه تکنیک‌های پرستاری می‌باشد.برای رسیدن به این هدف، سیستم دانشکده سعی می‌کند با ترویج سلامت و ایجاد امکانات آموزشی با مشکلات موجود در زمینه بهداشت محیط و فرد مبارزه کرده و آموزش‌های لازم را به دانشجویان داده تا آنان را در زمینه توسعه خدمات انسانی آماده کند.

## اهداف
- ارائه انواع خدمات بمانند بهداشت برای جامعه
- آموزش مسائل جنسی در مدارس
- انجام غربالگری تکاملی
- اجرای برنامه‌های ایمن‌سازی سلامت[۲]